# Kulthitradio
Kulthitradio (Eigenschreibweise: kulthitRADIO in NRW) ist ein privater Hörfunksender mit Sitz in Düsseldorf. Die nordrhein-westfälische Betreibergesellschaft befindet sich im vollständigen Besitz der Studio Gong. Das an die Kernzielgruppe der 30- bis 59-Jährigen gerichtete Programm spielt Contemporary Hits der vergangenen Jahrzehnte von den 1980er Jahren bis heute.

## Programm
Kulthitradio setzt musikalisch auf eine Mischung bekannter Musiktitel, die nach Veröffentlichung auf große Resonanz der Hörer stießen und seinerzeit von Contemporary Hit Radios gespielt wurden. Sonntags von 22 Uhr bis Mitternacht gibt es in der Sendung Typisch NRW viel Musik mit regionalem Bezug zu NRW zu hören. Im moderierten Programm und in den Nachrichten spielt die Berichterstattung aus Nordrhein-Westfalen eine zentrale Rolle.
Die Morning Show wird von Susanka Kröger moderiert.

## Empfang
Kulthitradio wird seit dem 29. Oktober 2021 via DAB+ im landesweiten Digitalradiomultiplex der audio.digital NRW (Media Broadcast) auf Kanal 9D (208,064 MHz), über DVB-C im Kabelnetz von Vodafone sowie als Webstream verbreitet. Der Stream kann zudem mit über die eigene App gehört werden, die über iOS oder Android verfügbar ist.